# Gemaal Oude en Nieuwe Broekpolder
gemaal Oude en Nieuwe Broekpolder is een gemaal in Kwintsheul en bemaalt een poldergebied van 635 hectare. Het gemaal werd in 1880 gebouwd in opdracht van de polderbesturen van de Oude en Nieuwe Broekpolder en is ontworpen door J.P. van den Berg Jansz in neoclassicistische stijl. Het water aan het gemaal uit de Oude en Nieuwe Broekpolder ligt 2 meter onder het NAP en wordt 1,6 meter omhoog gebracht naar het peil van de Kromme Zweth. Het gemaal verving twee windmolens die al zeker sinds de zeventiende eeuw op deze plaats de polders bemaalden.
In het begin werd het gemaal aangedreven door een stoommachine die in het lage gebouw nog staat opgesteld. In 1920 werd overgegaan op dieselmotoren en momenteel wordt het elektrisch aangedreven. De tweetakt dieselmotor uit 1920 is nog aanwezig. Deze is echter in 2000 defect geraakt. Een andere, later geplaatste dieselmotor wordt eenmaal per maand gebruikt, zodat deze blijft werken. Dit kan nodig zijn wanneer de stroom zou uitvallen en dus overgeschakeld kan worden op de dieselmotor.
De machinist woonde met zijn familie in het bovengedeelte van het gemaal. In 1977 kwam daar verandering in toen de woonfunctie kwam te vervallen. Dit gedeelte wordt nu gebruikt als kantine en kantoorruimte.
In 2009 is het monumentale gebouw aan de buitenkant gerenoveerd. De stoomketel heeft jarenlang elders buiten gelegen en is als brandstoftank gebruikt. Hij ligt sinds een verbouwing in de jaren 90 op de plaats in het gebouw waar voorheen de stoomketel lag.
Het gemaal is volautomatisch maar kan ook bediend worden vanuit de controlekamer in Vlaardingen. Dit gebeurt bijvoorbeeld wanneer zware regen verwacht wordt en het waterniveau extra omlaag gebracht moet worden.